# People's Choice Classic 2017
La People's Choice Classic 2017, conosciuta anche come Down Under Classic, è la dodicesima edizione del criterium di apertura ufficiale del Tour Down Under 2017. La gara si svolse il 15 gennaio 2017 su un percorso di 50,6 km all'interno del Rymill Park di Adelaide, in Australia. La vittoria fu appannaggio dell'australiano Caleb Ewan, il quale completò il percorso in 1h03'41", precedendo l'irlandese Sam Bennett e lo slovacco Peter Sagan.
Sul traguardo 128 ciclisti, su 131 partenti, portarono a termine la manifestazione.

## Squadre e corridori partecipanti
| N.    | Cod. | Squadra                         |
| ----- | ---- | ------------------------------- |
| 1-7   | ORS  | Orica-Scott                     |
| 11-17 | BOH  | Bora-Hansgrohe                  |
| 21-27 | BMC  | BMC Racing Team                 |
| 31-37 | SUN  | Team Sunweb                     |
| 41-47 | SKY  | Team Sky                        |
| 51-57 | DDD  | Team Dimension Data             |
| 61-67 | LTS  | Lotto-Soudal                    |
| 71-77 | CDT  | Cannondale-Drapac               |
| 81-87 | TBM  | Bahrain-Merida Pro Cycling Team |
| 91-97 | ALM  | AG2R La Mondiale                |

| N.      | Cod. | Squadra              |
| ------- | ---- | -------------------- |
| 101-107 | AST  | Astana Pro Team      |
| 111-117 | KAT  | Team Katusha-Alpecin |
| 121-127 | FDJ  | FDJ                  |
| 131-137 | MOV  | Movistar Team        |
| 141-147 | QST  | Quick-Step Floors    |
| 151-157 | TLJ  | Team Lotto NL-Jumbo  |
| 161-167 | UAD  | UAE Abu Dhabi        |
| 171-177 | TFS  | Trek-Segafredo       |
| 181-187 | UNI  | UniSA-Australia      |

## Ordine d'arrivo (Top 10)
| Pos. | Corridore           | Squadra      | Tempo    |
| ---- | ------------------- | ------------ | -------- |
| 1    | Caleb Ewan          | Orica        | 1h03'41" |
| 2    | Sam Bennett         | Bora         | s.t.     |
| 3    | Peter Sagan         | Bora         | s.t.     |
| 4    | Niccolò Bonifazio   | Bahrain-Mer. | s.t.     |
| 5    | Edward Theuns       | Trek         | s.t.     |
| 6    | Mark Renshaw        | Dimension    | s.t.     |
| 7    | Sean De Bie         | Lotto-Soudal | s.t.     |
| 8    | Baptiste Planckaert | Katusha      | s.t.     |
| 9    | Patrick Bevin       | Cannondale   | s.t.     |
| 10   | Jasha Sütterlin     | Movistar     | s.t.     |